# Arthur Sard
Arthur Sard (28 de julio de 1909, Nueva York - 31 de agosto de 1980, Basilea ) fue un matemático estadounidense, famoso por su trabajo en topología diferencial y en la interpolación spline. Su fama se debe principalmente al teorema de Sard, que dice que el conjunto de los valores críticos de una función diferencial que tiene una cantidad suficientemente grande de derivadas tiene medida cero.

## Vida y carrera
Arthur Sard nació y creció en Nueva York y pasó la mayor parte de su vida adulta allí. Estudió en el Seminario Friends, una escuela privada en Manhattan, y luego se fue a la Universidad de Harvard, donde obtuvo en 1931 su título de licenciatura, en 1932 su título de maestría, y en 1936 su doctorado bajo la dirección de la Marston Morse. La tesis doctoral de Sard tiene el título: La medida de los valores críticos de las funciones. Él fue miembro de la facultad en la entonces recién fundada Universidad de Queens, donde trabajó desde 1937 hasta 1970.
Durante la Segunda Guerra Mundial Sard trabajó como integrante del Grupo de Matemática Aplicada de la Universidad de Columbia (AMG-C), especialmente en el estudio de la lucha contra incendios provocados por las ametralladoras montadas en los bombarderos. Saunders Mac Lane escribió acerca de Sard : "Sus juicios sensatos mantenidos en el AMG-C lo hacen ir en línea recta, [...]".
Sard se retiró como profesor emérito en 1970 del Queens College y luego trabajó en La Jolla, donde pasó cinco años como investigador asociado en el departamento de matemáticas de la Universidad de California, San Diego. En 1975 se fue a Binningen cerca de Basilea y profesor en varias universidades europeas y centros de investigación. En 1978 aceptó una invitación de la Academia Soviética de Ciencias para ser un conferenciante invitado. En 1978 y 1979 fue profesor invitado en la Universidad de Siegen. Arthur Sard murió el 31 de agosto de 1980 en Basilea.
Desde 1938 hasta su muerte Sard publicó cerca de cuarenta artículos de investigación en revistas matemáticas arbitradas. También escribió dos monografías: en 1963 el libro Aproximación lineal y en 1971, en colaboración con Sol Weintraub, un libro de Splines De acuerdo a la reseña del libro de la Deutsche Mathematiker-Vereinigung, era rico en contenido ("inhaltsreiche"). La aproximación lineal es una importante contribución a la teoría de la aproximación de integrales, derivadas, valores de función y sumas ("ein wesentlicher Beitrag zur Theorie der von aproximación Integralen, Ableitungen, Funktionswerten und Summen ").

## Trabajos
Sard publicado treinta y ocho artículos de investigación y las dos siguientes monografías:
- Arthur Sard: Linear approximation. 2nd edn. American Mathematical Society, Providence, Rhode Island 1963, ISBN 0-8218-1509-1 (Mathematical Surveys and Monographs. Vol. 9).
- Arthur Sard, Sol Weintraub: A Book of Splines. John Wiley & Sons Inc, New York 1971, ISBN 0-471-75415-3

### Artículos
- Sard, Arthur (1942), «The measure of the critical values of differentiable maps», Bulletin of the American Mathematical Society 48 (12): 883-890, MR 0007523, Zbl 0063.06720, doi:10.1090/S0002-9904-1942-07811-6.
- «The equivalence of n-measure and Lebesgue measure in En», Bull. Amer. Math. Soc. 49 (10), 1943: 758-759, MR 0008837.
- «The remainder in approximations by moving averages», Bull. Amer. Math. Soc. 54 (8), 1948: 788-792, MR 0028366.
- «Remainders as integrals of partial derivatives», Proc. Amer. Math. Soc. 3 (5), 1952: 732-741, MR 0050645.
- «Approximation and variance», Trans. Amer. Math. Soc. 73 (3), 1952: 428-446, MR 0052688.
- Sard, Arthur (1965), «Hausdorff Measure of Critical Images on Banach Manifolds», American Journal of Mathematics 87 (1): 158-174, JSTOR 2373229, MR 0173748, Zbl 0137.42501, doi:10.2307/2373229. and also Sard, Arthur (1965), «Errata to Hausdorff measures of critical images on Banach manifolds», American Journal of Mathematics 87 (3): 158-174, JSTOR 2373074, MR 0180649, Zbl 0137.42501, doi:10.2307/2373229.
- «Function spaces», Bull. Amer. Math. Soc. 71 (3, Part 1), 1965: 397-418, MR 0185429.
- «A theory of cotypes», Bull. Amer. Math. Soc. 75 (5), 1969: 936-940, MR 0245051.